# Whoracle
Whoracle es el tercer álbum de estudio de la banda sueca de death metal melódico In Flames. Este disco, para muchos uno de los mejores de su carrera, fue lanzado a través de Nuclear Blast el 18 de noviembre de 1997. Aparte de Everything Counts que es una versión de una canción de Depeche Mode, todas las canciones fueron compuestas y arregladas por In Flames.
Las letras fueron traducidas del sueco al inglés por Niklas Sundin, en esos entonces guitarrista de Dark Tranquillity, ya que Anders Fridén, creador del concepto, aun no dominaba completamente el idioma.

## Concepto
Whoracle es un álbum conceptual que describe el pasado, presente, y un hipotético futuro del planeta Tierra. "Jotun" es un presagio donde una sociedad es destruida y triturada después de un evento apocalíptico. "Episode 666" parece ser la narración de este acontecimiento apocalíptico que es, perversamente, televisado. Las canciones que le preceden cuentan la historia de la subida y la caída de una sociedad global. "The Hive" y "Jester Script transfigured" describen esta sociedad tecnológicamente avanzada y un utópico nuevo orden mundial que es demolido por la naturaleza humana en las próximas dos canciones. La inclusión de la versión de "Everything Counts", de Depeche Mode, es una conmovedora manera de implicar a la gente que construyó entonces su sociedad destruida dándose cuenta de su locura después de que sea demasiado tarde.

## Lista de temas
| N.º | Título                                   | Escritor(es)                        | Duración |  |
| 1.  | «Jotun»                                  | Strömblad/Gelotte                   | 3:53     |  |
| 2.  | «Food for the Gods»                      | Ljungström/Gelotte/Strömblad        | 4:21     |  |
| 3.  | «Gyroscope»                              | Strömblad                           | 3:26     |  |
| 4.  | «Dialogue with the Stars (instrumental)» | Gelotte/Strömblad                   | 3:00     |  |
| 5.  | «The Hive»                               | Gelotte/Strömblad                   | 4:03     |  |
| 6.  | «Jester Script Transfigured»             | Strömblad                           | 5:46     |  |
| 7.  | «Morphing into Primal»                   | Gelotte/Ljungström/Fridén/Strömblad | 3:05     |  |
| 8.  | «Worlds Within the Margin»               | Ljungström/Strömblad                | 5:06     |  |
| 9.  | «Episode 666»                            | Strömblad                           | 3:45     |  |
| 10. | «Everything Counts» (Depeche Mode cover) | Martin Lee Gore                     | 3:17     |  |
| 11. | «Whoracle»                               | Strömblad                           | 2:44     |  |

Edición de lujo
| Deluxe Edition |                       |          |  |
| N.º            | Título                | Duración |  |
| 12.            | «Clad in Shadows '99» | 2:25     |  |

Edición japonesa y coreana
| Japanese & Korean Edition |                                |          |  |
| N.º                       | Título                         | Duración |  |
| 12.                       | «Goliaths Disarm Their Davids» |          |  |
| 13.                       | «Acoustic Medley»              |          |  |
| 14.                       | «Behind Space - Live»          |          |  |

Bonus del formato LP
| LP Bonus Track |                                       |          |  |
| N.º            | Título                                | Duración |  |
| 12.            | «Re-cycles» (Acoustic Medley renamed) |          |  |

Relanzamiento, 2010
| 2010 Re-issue |                                |          |  |
| N.º           | Título                         | Duración |  |
| 12.           | «Goliaths Disarm Their Davids» | 4:58     |  |
| 13.           | «Jotun (Live)»                 | 3:38     |  |
| 14.           | «Food for the Gods (Live)»     | 4:11     |  |

## Músicos
- Anders Fridén - voz
- Bjorn Gelotte - guitarras
- Johan Larsson - bajo guitarra
- Glenn Ljungström - guitarra rítmica
- Jesper Strömblad - guitarras

Músicos adicionales
- Ulrika Netterdahl - voz femenina en "Whoracle"

## El resto del personal
- El concepto Whoracle evocado y verbalizado por Niklas Sundin y Anders Fridén.
- Letras escritas por Niklas Sundin siguiendo sinopsis original de Anders Fridén.
- Todos música compuesta y arreglada por In Flames, salvo "Everything Counts" de Martin Lee Gore.
- Grabado y producido por Fredrik Nordström con la asistencia de In Flames.
- Diseñado por Anders Fridén y Fredrik Nordström.
- Mezclado por Fredrik Nordström y Anders Fridén.
- Dominio de Goran Finnberg y Fredrik Nordstrom en la Sala de Mastering Gbg.
- Portada de Andreas Marschall.
- Fotos de Kenneth Johansson.
- Todas las canciones publicadas por Editorial Profecías Hamburgo salvo "Everything Counts".
- "Everything Counts", publicado por el acaparamiento de Manos Música Ltd, sub-publicado por EMI Music Alemania.
- Todas las letras de canciones fueron escritas por, excepto "Episode 666" en el que las letras de "Morphing Into Primal" se enumeran de nuevo con ese título